# Pedro Ballester
Pedro Ballester (Villa Ballester, Provincia de Buenos Aires, 4 de diciembre de 1849 - 5 de septiembre de 1928) fue un terrateniente, abogado y político argentino, primer Intendente municipal del Partido de General San Martín.

## Primeros años
Era hijo de Félix Ballester, terrateniente y político, impulsor de la creación del Partido de General San Martín y de Inocencia Ferrari, dama que tenía parentesco con el coronel Manuel Dorrego, quién fuera gobernador de la Provincia de Buenos Aires. 
Nació el 4 de diciembre de 1849 en la chacra paterna ubicada en el extremo sudeste del casco histórico de Villa Ballester, la que subsistió intacta hasta 1959 en el perímetro que delimitaban las calles Catamarca, Entre Ríos, Intendente Casares y San Juan. Realizó sus estudios universitarios en la Facultad de Derecho de la Universidad de Buenos Aires, de la que egresó con el título de abogado.

## Actuación política
Si bien continuó con la explotación agrícola-ganadera que se efectuaba en las tierras que heredara de su padre, Ballester ejerció en simultáneo su oficio de abogado en la ciudad de Buenos Aires, en la que residía de forma permanente. A partir de la década de 1880 su presencia en el partido de General San Martín es más frecuente y es entonces cuando se involucra en el acontecer político de la zona. 
El 26 de julio de 1885 es nombrado Presidente de la Comisión de Vecinos de General San Martín (cargo que antecedió orgánicamente al de intendente municipal). Con la sanción de la Ley Orgánica de Municipalidades de la Provincia de Buenos Aires, el 10 de agosto de 1886 asume como primer intendente municipal del partido de General San Martín, cargo que ocupó hasta 1887. Ese año, de acuerdo a lo establecido por el artículo 68 de la nueva ley Orgánica de Municipalidades que disponía que "el Intendente no podrá dejar de estar al frente del Departamento por más de dos días, sin previo aviso al Consejo Deliberante" y después de comprobarse por Benjamín González, comisionado del gobernador de la provincia Máximo Paz, que Ballester no residía en el partido y que los días de semana permanecía en la ciudad de La Plata o en la de Buenos Aires, donde tenía sus estudios, fue destituido.
Tras alejarse momentáneamente de la política, fue nuevamente intendente de San Martín entre los años 1892 y 1896, y por última vez de 1905 a 1906 completando un total de seis intendencias, siendo el intendente más veces electo en toda la historia de San Martín. En 1912 fue elegido senador provincial. 
La localidad de Villa Ballester, creada a partir del loteo y venta de fracciones de su chacra, y una calle del partido llevan su nombre.